# Proporcellio corticicolus
Proporcellio corticicolus là một loài chân đều trong họ Porcellionidae. Loài này được Verhoeff miêu tả khoa học năm 1907.